# Anthurium guatemalense
Anthurium guatemalense là một loài thực vật có hoa trong họ Ráy (Araceae). Loài này được Croat, Cast.Mont & Vannini mô tả khoa học đầu tiên năm 2007.